# Fabio Di Venanzio
Fabio Di Venanzio (L'Aquila, 22 agosto 1974) è un allenatore di calcio ed ex calciatore italiano, di ruolo difensore e centrocampista.

## Carriera

### Giocatore
Cresciuto nella squadra della sua città, L'Aquila Calcio, con la cui maglia si mette in luce in serie C2, passa poi alla Fermana con cui disputa 5 campionati non consecutivi. Nel mezzo un'esperienza alla Turris e due anni a Gualdo. Nel 1998-1999 con la Fermana ottiene una promozione in serie B, la prima nella storia dei marchigiani. Rimane con la squadra canarina per altri due anni fino alla retrocessione in Serie C1.
Nel 2001-2002 rimane in Serie C1 e si accasa all'Ascoli dove vince il campionato che segna lo storico ritorno della formazione marchigiana in Serie B dopo 7 anni. Il gruppo artefice dell'eroica promozione viene ricordato dai tifosi bianconeri col nome "Diabolici".
Dopo due anni di cadetteria cambia squadra ma rimane nella categoria e veste le maglie di Modena, Treviso, Triestina e Frosinone.
Nel 2007 torna in Serie C1, acquistato dal Padova. Il 21 giugno 2009 nel ritorno della finale play-off della Lega Pro Prima Divisione 2008-2009 Pro Patria-Padova, si fa espellere per doppia ammonizione al 40' del primo tempo sullo 0-0 non compromettendo tuttavia l'andamento dell'incontro che finirà 1-2 e promuoverà in Serie B il Padova.
Nel 2009 dopo essersi svincolato dal Padova passa al Centobuchi in Serie D, smette quindi di giocare tra i professionisti e rimane a giocare tra i dilettanti marchigiani. Nel maggio 2010 lascia la società dopo essere stato messo da parte dal tecnico Attilio Piccioni.
Il 2 settembre 2010 firma per la squadra dell'Arquata che milita nel campionato di Promozione delle Marche. Dopo un girone d'andata fantastico con l'Arquata prima in classifica, per via di problemi societari che logorano l'ambiente lascia la squadra insieme ad altri giocatori.
A luglio 2011 si accasa all'Atletico Azzurra Colli, formazione che milita in seconda categoria marchigiana, dove ritrova Mario Bonfiglio, suo amico e ex compagno di squadra ai tempi dell'Ascoli. Insieme guidano la squadra di Colli del Tronto alla vittoria del campionato, per lui 10 reti e record personale di gol segnati.
L'anno seguente rimane con l'Atletico Azzurra Colli.
Nella stagione 2012-2013 lascia il calcio.

### Allenatore
Ad Ascoli Piceno, città dove attualmente risiede, ha aperto la scuola calcio "Piccoli Diabolici" insieme con il collega ed ex compagno nell'Ascoli e nell'Atletico Azzurra Colli, Mario Bonfiglio. Dal 2021 è all'Atletico Ascoli

## Palmarès
- Campionato italiano Serie C: 2

Fermana: 1998-1999
Ascoli: 2001-2002
- Supercoppa di Lega Serie C1: 1

Ascoli: 2002